# Selaginella cruciformis
Selaginella cruciformis är en mosslummerväxtart som beskrevs av Arthur Hugh Garfit Alston, J.A.Crabbe och Jermy. Selaginella cruciformis ingår i släktet mosslumrar, och familjen mosslummerväxter. Inga underarter finns listade i Catalogue of Life.